# Guadalupe (Santa Cruz da Graciosa)

Die Gemeinde Guadalupe im Westen der Insel Graciosa

Guadalupe ist eine portugiesische Gemeinde (Freguesia) im Kreis (Concelho) von Santa Cruz da Graciosa. Der Kreis umfasst das gesamte Gebiet der Azoren-Insel Graciosa.
In der Gemeinde Guadalupe, der zweitgrößten der Insel, leben 987 Einwohner (Stand 19. April 2021).

## Bauwerke
In der Caminho da Igreja – der Name bedeutet auf Deutsch „Kirchweg“ – genannten Hauptstraße erhebt sich neben einer weithin sichtbaren Araukarie die Pfarrkirche Igreja de Nossa Senora de Guadalupe, mit deren Bau 1713 begonnen wurde. Wegen einer Serie von Erdstößen 1717, die eine Woche lang anhielt, geriet der Bau ins Stocken und wurde danach mehrmals wieder aufgenommen und unterbrochen. Erst 43 Jahre nach Baubeginn wurde die Kirche 1756 eingeweiht und zu Beginn des 20. Jahrhunderts renoviert. In der dreischiffigen Kirche mit ihren zwei Seitenkapellen und zwei Sakristeien, die auch wegen ihrer Deckengemälde von 1940/41 bekannt ist, befindet sich der mit 9,69 m Höhe und 5,52 m Breite größte Altar der gesamten Insel.
Gegenüber der Pfarrkirche steht der Imperio de Guadalupe, eine Heilig-Geist-Kapelle aus dem Jahre 1896. In der Hauptstraße befinden sich mehrere Wohnhäuser aus dem 18. und 19. Jahrhundert, die unter Denkmalschutz stehen. Auch mehrere Windmühlen sind noch erhalten.

## Besonderheiten
Nach dem Erdbeben von 1717 schworen die Einwohner Guadalupes, zu Ehren der hl. Maria regelmäßig eine Prozession durchzuführen. Dieser Brauch besteht noch heute, und seit dem Erdbeben von 1980 nehmen mehr Menschen daran teil als vorher.